# 경산향교
경산향교<대성전, 삼문>(慶山鄕校<大成殿, 三門>)은 대한민국 경상북도 경산시 중방동, 경산향교에 있는 조선시대의 건축물이다. 2013년 4월 8일 경상북도의 유형문화재 제469호로 지정되었다.

## 개요
향교는 공자와 여러 성현께 제사를 지내고 지방민의 교육과 교화를 위해 나라에서 세운 교육기관이다.
경산향교는 고려 공양왕 2년(1390) 옥곡동에 처음 세웠으나, 임진왜란 때 불타 없어져 여러 차례 다시 세웠는데 조선 숙종 7년(1681) 신교동을 거쳐, 현재의 위치로 이건되었다.
임진왜란 당시 향교에 모시던 위패가 위험해지자 향교의 종이었던 강개명이 성암산 동굴로 옮겨 놓아 무사했다고 한다.
제사 공간인 대성전을 앞에 두고 교육 공간인 명륜당을 뒤쪽에 둔 전묘후학의 배치 형태를 따르고 있다.
조선시대에는 나라에서 토지와 노비·책 등을 지원받아 학생을 가르쳤으나, 지금은 교육 기능은 없어지고 제사 기능만 남아 있다.

## 현지 안내문
이 향교는 고려 공양왕 2년에 옥곡동에 건립되었으나 임진왜란 때 불탄 후 1681년에 신교동으로 옮겨졌다. 1911년에 경산공립보통학교 설립으로 향교의 여러 건물들이 해체되었고, 1997년 도로확장 공사로 대성전만이 현 위치에 다시 옮기게 되었으나, 2000년에 명륜당, 동·서재를 신축하였다.
대성전은 정면 3칸 측면 3카의 맞배지붕의 형식을 취하고 있으며, 큼지막한 자연석을 세벌대로 쌓아 기단을 조성하였다.
삼분은 정면 3칸, 측면 1칸의 작은 규모이다. 임진왜란 때 향교에 모셔진 위패가 소실될 위기에 처하였을 때 당시 향교의 종으로 있던 강개명은 이 위패를 성암산 석굴로 피난시켜 무사히 보존하였다. 이를 당시 관에서 알고 강개명의 공로를 찬양하여 공복과 아울러 부제를 면하게 하였다.
향교에서는 매년 봄·가을 음력 2,6월 상정일에 5성 22현을 봉향하고 있다.

## 참고 자료
- 경산향교<대성전, 삼문> - 국가유산청 국가유산포털